# Grand Prix Abú Zabí 2010
Grand Prix Abú Zabí 2010 (II Etihad Airways Abu Dhabi Grand Prix), 19. závod 61. ročníku mistrovství světa jezdců Formule 1 a 52. ročníku poháru konstruktérů, historicky již 839. grand prix, se podruhé odehrála na okruhu na Yas Marině.

## Výsledky

### Kvalifikace
| Pořadí | Číslo | Jezdec             | Konstruktér          | 1. část  | 2. část  | 3. část  | Start |
| ------ | ----- | ------------------ | -------------------- | -------- | -------- | -------- | ----- |
| 1      | 5     | Sebastian Vettel   | Red Bull-Renault     | 1:40.318 | 1:39.874 | 1:39.394 | 1     |
| 2      | 2     | Lewis Hamilton     | McLaren-Mercedes     | 1:40.335 | 1:40.119 | 1:39.425 | 2     |
| 3      | 8     | Fernando Alonso    | Ferrari              | 1:40.170 | 1:40.311 | 1:39.792 | 3     |
| 4      | 1     | Jenson Button      | McLaren-Mercedes     | 1:40.877 | 1:40.014 | 1:39.823 | 4     |
| 5      | 6     | Mark Webber        | Red Bull-Renault     | 1:40.690 | 1:40.074 | 1:39.925 | 5     |
| 6      | 7     | Felipe Massa       | Ferrari              | 1:40.942 | 1:40.323 | 1:40.202 | 6     |
| 7      | 9     | Rubens Barrichello | Williams-Cosworth    | 1:40.904 | 1:40.476 | 1:40.203 | 7     |
| 8      | 3     | Michael Schumacher | Mercedes             | 1:41.222 | 1:40.452 | 1:40.516 | 8     |
| 9      | 4     | Nico Rosberg       | Mercedes             | 1:40.231 | 1:40.060 | 1:40.589 | 9     |
| 10     | 12    | Vitalij Petrov     | Renault              | 1:41.018 | 1:40.658 | 1:40.901 | 10    |
| 11     | 11    | Robert Kubica      | Renault              | 1:41.336 | 1:40.780 |          | 11    |
| 12     | 23    | Kamui Kobajaši     | BMW Sauber-Ferrari   | 1:41.045 | 1:40.783 |          | 12    |
| 13     | 14    | Adrian Sutil       | Force India-Mercedes | 1:41.473 | 1:40.914 |          | 13    |
| 14     | 22    | Nick Heidfeld      | BMW Sauber-Ferrari   | 1:41.409 | 1:41.113 |          | 14    |
| 15     | 10    | Nico Hülkenberg    | Williams-Cosworth    | 1:41.015 | 1:41.418 |          | 15    |
| 16     | 15    | Vitantonio Liuzzi  | Force India-Mercedes | 1:41.681 | 1:41.642 |          | 16    |
| 17     | 17    | Jaime Alguersuari  | Toro Rosso-Ferrari   | 1:41.707 | 1:41.738 |          | 17    |
| 18     | 16    | Sébastien Buemi    | Toro Rosso-Ferrari   | 1:41.824 |          |          | 18    |
| 19     | 18    | Jarno Trulli       | Lotus-Cosworth       | 1:43.516 |          |          | 19    |
| 20     | 19    | Heikki Kovalainen  | Lotus-Cosworth       | 1:43.712 |          |          | 20    |
| 21     | 24    | Timo Glock         | Virgin-Cosworth      | 1:44.095 |          |          | 21    |
| 22     | 25    | Lucas di Grassi    | Virgin-Cosworth      | 1:44.510 |          |          | 22    |
| 23     | 21    | Bruno Senna        | HRT-Cosworth         | 1:45.085 |          |          | 23    |
| 24     | 20    | Christian Klien    | HRT-Cosworth         | 1:45.296 |          |          | 24    |

### Závod
| Pořadí | Číslo | Jezdec             | Tým                  | Kola | Čas/odstoupení | Start | Body |
| ------ | ----- | ------------------ | -------------------- | ---- | -------------- | ----- | ---- |
| 1      | 5     | Sebastian Vettel   | Red Bull-Renault     | 55   | 1:39:36.837    | 1     | 25   |
| 2      | 2     | Lewis Hamilton     | McLaren-Mercedes     | 55   | +10.162        | 2     | 18   |
| 3      | 1     | Jenson Button      | McLaren-Mercedes     | 55   | +11.047        | 4     | 15   |
| 4      | 4     | Nico Rosberg       | Mercedes             | 55   | +30.747        | 9     | 12   |
| 5      | 11    | Robert Kubica      | Renault              | 55   | +39.026        | 11    | 10   |
| 6      | 12    | Vitalij Petrov     | Renault              | 55   | +43.520        | 10    | 8    |
| 7      | 8     | Fernando Alonso    | Ferrari              | 55   | +43.797        | 3     | 6    |
| 8      | 6     | Mark Webber        | Red Bull-Renault     | 55   | +44.243        | 5     | 4    |
| 9      | 17    | Jaime Alguersuari  | Toro Rosso-Ferrari   | 55   | +50.201        | 17    | 2    |
| 10     | 7     | Felipe Massa       | Ferrari              | 55   | +50.868        | 6     | 1    |
| 11     | 22    | Nick Heidfeld      | BMW Sauber-Ferrari   | 55   | +51.551        | 14    |      |
| 12     | 9     | Rubens Barrichello | Williams-Cosworth    | 55   | +57.686        | 7     |      |
| 13     | 14    | Adrian Sutil       | Force India-Mercedes | 55   | +58.325        | 13    |      |
| 14     | 23    | Kamui Kobajaši     | BMW Sauber-Ferrari   | 55   | +59.558        | 12    |      |
| 15     | 16    | Sébastien Buemi    | Toro Rosso-Ferrari   | 55   | +1:03.178      | 18    |      |
| 16     | 10    | Nico Hülkenberg    | Williams-Cosworth    | 55   | +1:04.763      | 15    |      |
| 17     | 19    | Heikki Kovalainen  | Lotus-Cosworth       | 54   | +1 kola        | 20    |      |
| 18     | 25    | Lucas di Grassi    | Virgin-Cosworth      | 53   | +2 kola        | 22    |      |
| 19     | 21    | Bruno Senna        | HRT-Cosworth         | 53   | +2 kola        | 23    |      |
| 20     | 20    | Christian Klien    | HRT-Cosworth         | 53   | +2 kola        | 24    |      |
| 21     | 18    | Jarno Trulli       | Lotus-Cosworth       | 51   | Zadní spoiler  | 19    |      |
| Ret    | 24    | Timo Glock         | Virgin-Cosworth      | 43   | Převodovka     | 21    |      |
| Ret    | 3     | Michael Schumacher | Mercedes             | 0    | Kolize         | 8     |      |
| Ret    | 15    | Vitantonio Liuzzi  | Force India-Mercedes | 0    | Kolize         | 16    |      |

## Konečné pořadí šampionátu
Pohár jezdců
| Pořadí | Jezdec           | Body |
| ------ | ---------------- | ---- |
| 1      | Sebastian Vettel | 256  |
| 2      | Fernando Alonso  | 252  |
| 3      | Mark Webber      | 242  |
| 4      | Lewis Hamilton   | 240  |
| 5      | Jenson Button    | 214  |

Pohár konstruktérů
| Pořadí | Konstruktér      | Body |
| ------ | ---------------- | ---- |
| 1      | Red Bull-Renault | 498  |
| 2      | McLaren-Mercedes | 454  |
| 3      | Ferrari          | 396  |
| 4      | Mercedes         | 214  |
| 5      | Renault          | 163  |